# Мейендорф, Иван Феофилович
Ива́н (Иоанн) Феофи́лович Мейендо́рф (17 февраля 1926, Нёйи-сюр-Сен, Третья французская республика — 22 июля 1992, Монреаль, Канада) — протопресвитер Православной церкви в Америке, богослов, патролог, византинист и церковный историк. До 30 июня 1992 года работал деканом Свято-Владимирской духовной семинарии в предместье Крествуд, Йонкерс, штат Нью-Йорк.

## Семья и детство
Принадлежал к аристократическому роду Мейендорфов (Майендорфов), имел титул барона. Отец, Феофил Феофилович, в эмиграции стал художником-портретистом; мать была дочерью видного религиозного деятеля русского зарубежья — Николая Илиодоровича Шидловского. Жена — Мария Алексеевна, урождённая Можайская.
«По рассказам, Иван Мейендорф в детстве был тихим, ученым мальчиком, очень вдумчивым и рассудительным. Его выдающиеся способности отмечали все, кто его знал». В детстве был пономарём православной церкви, затем иподиаконом митрополита Евлогия (Георгиевского) в Свято-Александро-Невском соборе в Париже.

## Образование и учёные степени
Окончил Свято-Сергиевский православный богословский институт в Париже (1949), историко-филологический факультет Сорбонны и Высшую школу социальных наук. Доктор богословия (1958; диссертация посвящена святому Григорию Паламе и защищена в Школе практического богословия Сорбонны). Член-корреспондент Британской академии (1977), почётный доктор университета Нотр-Дам (Индиана, США), Богословского института Епископальной церкви в Нью-Йорке и Санкт-Петербургской духовной академии.

## Биография
В 1950—1959 годах — преподаватель греческого языка и истории церкви в Свято-Сергиевском православном богословском институте.
В 1953 году был одним из организаторов Всемирной федерации православной молодежи «Синдесмос», в том же году был избран её секретарём, в 1954—1964 годах являлся президентом «Синдесмоса».
С 1959 года — диакон, с 22 марта 1959 года — священник, с 1964-го — протоиерей.
В 1959—1992 годах — профессор патрологии в Свято-Владимирской духовной семинарии, которая первоначально располагалась в здании Объединенной богословской семинарии, но в 1962 году она переместилась в пригород Нью-Йорка — Крествуд. Преподавал также в Колумбийском и Фордамском университетах и в Объединённой богословской семинарии, работал в центре византийских исследований Гарвардского университета «Дамбартон Оукс».
Вместе с отцом Александром Шмеманом был активным участником процесса предоставления Северо-Американской митрополии статуса автокефалии, повлёкшего за собой её преобразование в Православную церковь в Америке, в которой отец Иоанн был председателем отдела внешних сношений и членом Митрополичьего совета. Являлся редактором газеты The Orthodox Church. Активный сторонник экуменического движения, был членом центрального комитета Всемирного совета церквей (ВСЦ), в 1968—1976 годах — модератором комиссии ВСЦ «Вера и церковное устройство» (Faith and Order). Был президентом Православного богословского общества Америки, президентом Американской патристической ассоциации, членом Исполнительного комитета США по византийским исследованиям.
В 1976—1984 годах — настоятель церкви Христа Спасителя в Нью-Йорке.
В 1979 году посетил СССР по приглашению Академии наук СССР для участия в симпозиуме византологов в Тбилиси и с 2 по 11 июня был гостем Московской патриархии. В Москве встретился со священниками Дмитрием Дудко, Александром Менем, Глебом Якуниным, обсуждая с ними, в частности, вопрос о создании в СССР подпольной духовной семинарии (сам отец Иоанн к подобным проектам относился скептически). Отцу Иоанну на длительное время был запрещён въезд в СССР, а его участие в этой встрече стало предметом резкой критики в советской газете «Труд» 10 и 11 апреля 1986 года.
В мае 1984 года после смерти Александра Шмемана назначен деканом Свято-Владимирской духовной семинарии. Так как должность ректора семинарии была скорее номинальной, то реальное руководство осуществлял декан.
В марте 1990 года был возведён в сан протопресвитера.
1 июля 1992 года ушёл в отставку с поста декана, намереваясь посвятить себя только научно-педагогической деятельности. После этого отправился в Россию. «Перед самым отъездом в Нью-Йорк, во время встречи с молодыми священниками на частной квартире, отец Иоанн совсем просто рассказал, что он теперь свободен от прежних должностей в Америке и намерен вернуться работать в сентябре». По воспоминаниям протоиерея Владимира Воробьёва «Общение с отцом Иоанном Мейендорфом было таким прекрасным, теплым, замечательным — это трудно передать словами! В последний день пребывания его в Москве мы собрались у нас дома, приехали молодые священники, была незабываемая беседа с отцом Иоанном».
Однако ещё находясь в России, он почувствовал недомогание. По возвращении в США, у него был диагностирован рак. Скончался 22 июля 1992 года, похоронен на кладбище в городе Крествуд (США), недалеко от Свято-Владимирской духовной семинарии.

## Научная деятельность
Известный богослов и церковный историк, его труды издавались на 12 языках, в том числе на английском, французском, русском, итальянском, немецком. Автор перевода и критического издания «Триад в защиту священнобезмолвствующих святого Григория Паламы» (2 тт., Лувен, 1959). Значительное влияние на его становление как учёного оказали архимандрит Киприан (Керн) и протоиерей Георгий Флоровский. Полагал, что

для того, чтобы действительно проникнуть в мир Святых Отцов, почувствовать их мысль, узнать, почему они говорили именно так, а не иначе, и что всё это значит для нас — носителей другого менталитета, живущих много веков спустя, в иной культуре, — нам необходимо изучать историю.

Главной темой его научных работ было святоотеческое богословие, в частности учение святого Григория Паламы. По словам епископа Илариона (Алфеева),

В своих книгах отец Иоанн прослеживает православно-христианскую мистическую традицию, истоки которой он видит в раннем египетском монашестве. Основные вехи этой многовековой традиции: умная молитва Евагрия Понтийского, мистицизм сердца Макария Египетского, учение об обожении святых Григория Нисского и Максима Исповедника, учение о боговидении преподобного Симеона Нового Богослова, византийский исихазм XI—XIV веков, средневековое русское монашество, преподобный Серафим Саровский и святой праведный Иоанн Кронштадтский в XIX—XX столетиях. Под православной мистикой (в отличие от внехристианского или оккультного мистицизма) отец Иоанн понимает «объективное видение Бога человеком», достигаемое святыми на высших ступенях духовного подвига, всецелое приобщение человека к Богу, при котором «божественный свет сияет в самом теле обоженного человека».— Иларион (Алфеев). Православное богословие на рубеже эпох. Православная традиция. Наследие византийского исихазма.
По мнению отца Иоанна Мейендорфа,

мистическая направленность является главным отличием восточной богословской традиции от западной: в истории восточного христианства мистическое созерцание Бога и богословие всегда находились в тесном соотношении, никогда не упраздняя друг друга. Поэтому и богословие на Востоке не превратилось в сухую науку, в то время как западное богословие постепенно приобрело схоластический характер.

Также отец Иоанн изучал проблемы византийской христологии, придя к выводу, что христология современных нехалкидонских церквей является продолжением и развитием христологии святого Кирилла Александрийского. В связи с этим он активно участвовал в диалоге между православной церковью и восточными православными (дохалкидонскими) церквами, считая, что «божественная истина может часто выражаться по-разному без нарушения этим разнообразием единства во Христе».

## Оценки и наследие
По воспоминаниям митрополита Илариона (Алфеева),

духовная связь с Россией не прерывалась у отца Иоанна никогда. Однако лишь в последние несколько лет, уже будучи ректором Свято-Владимирской семинарии, он получил возможность регулярно бывать в России, встречаться со священниками и богословами, с учёными и представителями культурной интеллигенции. Он читал лекции в духовных академиях, университетах, проповедовал в храмах, выступал по телевидению. Особенно радовали отца Иоанна встречи с верующей молодёжью, на которую он возлагал главные надежды в «чаемом всеми нами православном возрождении».

Один из его учеников, профессор Александр Дворкин вспоминал, что отец Иоанн

был не только одним из крупнейших патрологов XX века, учёным с мировым именем. Он был исключительным, редким пастырем, душу свою полагавшим за своих овец. Для меня он был в некотором роде эталоном Православия. Он всегда придерживался, как сам то называл, «срединного золотого пути», то есть никогда не уклонялся ни в размытое экуменическое богословие, ни в сектантство, ни в бездумное охранительство, ни в безудержный либерализм, но всегда призывал к трезвению и рассуждению. Это и были главные черты его напряжённой духовной жизни. И при всей его мягкости и деликатности на главном отец Иоанн стоял очень твёрдо и в вопросах принципиальных не уступал никогда. Всегда он был ровным и спокойно-доброжелательным. Раздражённым я видел его лишь несколько раз. И всякий раз его раздражение было вызвано столкновением с ханжеством и лицемерием, которые он действительно не мог выносить.

9—11 февраля 2012 года в Свято-Сергиевском институте в Париже прошла Международная конференция «Наследие протопресвитера Иоанна Мейендорфа — учёного и церковного деятеля (1926—1992)», проведённый чтобы почтить 20-ю годовщину кончины протопресвитера Иоанна Мейендорфа.

## Труды
- St Grégoire Palamas et la mystique orthodoxe, Maitres spirituels, n. 20 (Paris: Editions du Seuil, 1959).
- Grégoire Palamas. Defense des saints hesychastes: Introduction, text critique, traduction, et notes (Louvain: «Spicilegium sacrum lovaniense», 1959) administration, ed. and tr., vol. l, 383, vol. 2, 383—767.
- Introduction a l'étude de Grégoire Palamas, Patristica Sorbonensia, vol. 3 (Paris: Editions du Seuil, 1959).
  - Русский перевод — Жизнь и труды св. Григория Паламы: Введение в изучение. — Издание второе, исправленное и дополненное для русского перевода / Перевод Г. Н. Начинкина, под редакцией И. П. Медведева и В. М. Лурье. — Санкт-Петербург: Византинороссика, 1997. — XVI + 480 с. (Subsidia Byzantinorossica, 2) ISBN 5-7684-0436-8. ISSN 1818-555X (печатная версия); ISSN 18185576 (онлайн версия Архивная копия от 30 октября 2013 на Wayback Machine, в формате дежавю). Тот же самый перевод в формате html
- Die Orthodox Kirche: gestern und heute (Salzburg: Muller, 1960). [перевод книги: L’Eglise Orthodoxe: hier et aujourd’hui]
- L’Eglise Orthodoxe, hier et aujourd’hui (Paris: Editions du Seuil, 1960).
- Der Primat des Petrus in der Orthodoxen Kirche, with N. Afanassief, et. al. (Zurich: EVZ-Verlag, 1961). [Trans. of: La primaute de Pierre dans l’Eglise Orthodoxe]
- Syggrammata, ed. with B. Bobrinsky, P. Papaeuaggelou, and P. Christou (Thessaloniki: Endidetai syndromi tou basilieou Idrimatos, 1962), 1962.
- The Orthodox Church: its Past and its Role in the World Today (London: Darton, Longman & Todd/New York: Pantheon Books, 1962). [Trans. of: L’Eglise Orthodoxe: hier et aujourd’hui]
- La Chiesa Ortodossa, hieri e oggi (Brescia: Morcelliana, 1962). [Trans. of: L’Eglise Orthodoxe, hier et aujourd’hui]
- The Primacy of Peter, with N. Afanassief, et. al. (London: Faith Press, 1963). [Trans. of: La primauté de Pierre dans l’Eglise Orthodoxe]
- Die Orthodoxe Kirchegestem undheute (Salzburg: Otto Muller Verlag, 1963). [Trans. of: L’Eglise Orthodoxe, hier et aujourd’hui]
- A Study of Gregory Palamas (London: Faith Press, 1964). [Trans. of: Introduction a l’etude de Grégoire Palamas]
- De Orthodoxe Kerk, roermond-maaseik, J.J. Romen & Zonan Vitgevers (1964). [Trans. of: L’Eglise Orthodoxe, hier et aujourd’hui]
- The Orthodox Church: Yesterday and Today (London: Darton-Longman, 1964).
- Orthodoxie et Catholicité (Paris: Editions du Seuil, 1965).
- Orthodoxy and Catholicity (New York: Sheed & Ward, 1966). [перевод книги: Orthodoxie et Catholicité]
- The Orthodox, reprint, (Minneapolis, MN: Light and Life, 1966). [Reprint. Originally published: New York: Paulist Press, 1966.]
- The Orthodox, Ecumenical Series (New York: Paulist Press, 1966).
- Св. Григорий Палама и православная мистика (1969). [Перевод книги: St Grégoire Palamas et la mystique orthodoxe]
- La Iglesia Ortodoxa: ayery hoy (Paris: Desclée de Brouwer, 1969). [Перевод книги: L’Eglise Orthodoxe: hier et aujourd’hui]
- L’Eglise Orthodoxe: hier et aujourd’hui, 2nd ed., rev. (Paris: Editions du Seuil, 1969).
- Christ in Eastern Christian Thought (Washington, DC: Corpus Books, 1969). [Trans. of: Le Christ dans la theologie byzantine]
- Le Christ dans la theologie byzantine, Bibliotheque oeumenique, 2. Serie orthodoxe (Paris: Editions du Cerf, 1969).
- Marriage: An Orthodox Perspective (Crestwood, NY: SVS Press, 1970).
  - Русский перевод — «Брак в Православии». Клин, 2000.
- Byzantine Theology (1973)
- The Primacy of Peter, 2nd ed. (Leighton Buzzard, Bedfordshire: Faith Press, 1973). [Trans. of: La primauté de Pierre dans l’Eglise Orthodoxe]
- The New Man: An Orthodox and Reformed Dialogue, ed. with Joseph McLelland (New Brunswick: Agora Books, 1973).
- Defense des saints hesychastes, 2nd ed. (Louvain: Spicilegium sacrum lovaniense, 1973) 2 vols.
- A Study of Gregory Palamas, 2nd ed. (Bedfordshire: Faith Press & Crestwood, NY: SVS Press, 1974).
- St Gregory Palamas and Orthodox Spirituality (Crestwood, NY: SVS Press & Bedfordshire: Faith Press, 1974).
- Cristologia Ortodossa (Roma: An. Veritas Editrice, 1974). [Trans of: Christ in Eastern Christian Thought]
- Byzantine Theology: Historical Trends and Doctrinal Themes (New York: Fordham University Press/London: Mowbrays, 1974).
  - Русский перевод — «Византийское богословие: Исторические направления и вероучение». М., 2001; 2-е издание: «Византийское богословие: Исторические и доктринальные темы». — Минск, 2001).
- Byzantine Hesychasm: Historical, Theological and Social Problems: Collected Studies (London: Variorum Reprints, 1974).
- Marriage, an Orthodox Perspective (Crestwood, NY: SVS Press. 1975), 2nd expanded ed.
- Initiation a la theologie byzantine: Htistoire et la doctrine (Paris: Cerf, 1975). [перевод книги: Byzantine Theology: Historical Trends and Doctrinal Themes]
- Christ in Eastern Christian Thought (Crestwood, NY: SVS Press. 1975). [перевод книги: Le Christ dans la theologie byzantine]
- Byzantine Theology: Historical Trends and Doctrinal Themes (London: Mowbrays, 1975).
- St Grégoire Palamas et la mystique orthodoxe (Paris: Editions du Seuil, 1976).
- S. Gregorio Palamas e la mistica ortodossa (Torino: Piero Gribaudi Editore, 1976). [Trans. of: St Grégoire Palamas et la mystique orthodoxe]
- Trinitarian Theology East and West: St Thomas Aquinas-St Gregory Palamas, with Michael Fahey (Brookline, MA: Holy Cross Orthodox Press, 1977).
- The Sacrament of Holy Matrimony (New York: Dept. of Religious Education, Orthodox Church in America, 1978), reprint of 1975 ed.
- Living Tradition (Crestwood, NY: St Vladimir’s Seminary Press, 1978)
  - (Русский перевод — «Живое предание: Свидетельство Православия в современном мире». СПб., 1997).
- Byzantine Theology: Historical Trends and Doctrinal Themes (New York: Fordham University Press, 1979), 2nd ed.
- Byzantium and the Rise of Russia. A Study of Byzantino-Russian Relations in the Fourteenth Century (Crestwood, NY: SVS Press. 1989). [Reprint of Cambridge edn. of 1980.]
- Православие в современном мире, (added title page: Orthodoxy in the Contemporary World) (New York: Chalidze Publications, 1981).
  - (2-е издание, дополненное — М., 1997).
- The Byzantine Legacy in the Orthodox Church (1981)
- The Orthodox Church (Crestwood, NY: SVS Press. 1981), 3rd rev. ed.
- Byzantium and the Rise of Russia: A Study of Byzantino-Russian Relations in the Fourteenth Century (Cambridge: Cambridge University Press, 1981).
- Введение в святоотеческое богословие: конспекты лекций (New York: Religious Books for Russia, 1982).
- The Byzantine Legacy in the Orthodox Church (Crestwood, NY: SVS Press. 1982).
- Catholicity and the Church (1983)
- The Triads: Gregory Palamas, ed. with introduction (New York: Paulist Press, 1983).
- Teologia bizantyjska. historia i doktryna (Warsaw: Instytut Wydawn. Pax., 1984). [Trans. of: Byzantine Theology: Historical Trends and Doctrinal Themes]
- Ho Christos soterias semena Homilia-sychetese? (Athens: Synaxe, 1985).
- Sveti Grigorije Palama ipravoslavna mistika (Beograd, 1983). [Trans. of: St Grégoire Palamas et la mystique orthodoxe]
- Ho Hapos Gregorios ho Palamas kai he Orthodoxe Mystike paradose (Athens: Ekdoseis "Akritas, « 1983). [Trans. of: St Grégoire Palamas et la mystique orthodoxe]
- Gamos: mia Orthodoxe Prooptike (Athens: Ekdose Hieras Metropoleos Thevon kai Levadeias, 1983). [Trans. of: Marriage: An Orthodox Perspective]
- Catholicity and the Church (Crestwood, NY: SVS Press. 1983).
- Byzantine Theology: Historical Trends and Doctrinal Themes (New York: Fordham, 1983) 2nd ed., 2nd printing with revisions.
- La Teologia Bizantina: Sviluppi storid e temi dottrinali (Casale Monfeirate: Casa Editrice Marietti, 1984). [Trans. of: Byzantine Theology: Historical Trends and Doctrinal Themes]
- Marriage: An Orthodox Perspective, 3rd rev. ed. (Crestwood, NY: SVS Press. 1984).
- Vizantijsko Bogoslovje, Kragujevac, trans. (1985). [Trans. of: Byzantine Theology: Historical Trends and Doctrinal Themes]
- Vvedenie v sviatootecheskoe bogoslovie: konspekty lektsii (New York: Religious Books for Russia, 1985) 2nd ed.
  - Введение в святоотеческое богословие: конспекты лекций. — Минск: Лучи Софии. 2007. — 384 с. ISBN 978-985-6171-82-9.
- Christian Spirituality: Origins to the Twelfth Century, ed. with Bernard McGinn, World Spirituality, v. 16 (New York: Crossroad, 1985).
- Le Marriage dans la Perspective Orthodoxe (Paris: YMCA Press, 1986). [Trans. of: Marriage, an Orthodox Perspective]
- Witness to the World (Crestwood, NY: SVS Press. 1987).
- Vision of Unity (Crestwood, NY: SVS Press. 1987).
- Christian Spirituality: High Middle Ages and Reformation, ed. with J. Raitt, B. McGinn (New York: Crossroad, 1987).
- Vyzantio kai Rosia: Meleton Vizantino-Rosikon Scheseon kata to 14 Aiona (Athens: Ekdoseis Domos, 1988). [Trans. of: Byzantium and the Rise of Russia: A Study of Byzantine-Russian Relations in the Fourteenth Century]
- A Legacy of Excellence, ed. with Vladimir Borichevsky and William Schneirla, (Crestwood, NY: SVS Press, 1988).
- Imperial Unity and Christian Divisions: The Church 450—680 AD (Crestwood, NY: SVS Press. 1989).
- Chrystus Zwyciezyl: Wokol Chryta Rusi Kijowsidej (Warsaw: Verbinum, 1989).
- Christian Spirituality: Post-Reformation and Modern, ed. with L. Dupe, Don E. Saliers, ed. (New York: Crossroad, (1989).
- Imperial Unity and Christian Divisions. The Church 450—680 AD (1989)
- Византия и Московская Русь: очерк по истории церковных и культурных связей в XIV веке (Paris: YMCA Press, 1990). [Trans. of: Byzantium and the Rise of Russia]
- The Legacy of St Vladimir, ed. with Fr John Breck and Eleana Silk, (Crestwood, NY: SVS Press, 1990)
- The Primacy of Peter: Essays in Ecclesiology and the Early Church (rev. edn.) (Crestwood, NY: SVS Press, 1992).
- Rome, Constantinople, Moscow: Historical and Theological Studies (Crestwood, NY: SVS Press, 1996).

- Byzantium and the Rise of Russia. Cambridge, 1981 (Русский перевод — Византия и Московская Русь. Париж, 1990).
- Byzantine Legacy in the Orthodox Church. New York, 1983 (Русский перевод — Византийское наследие в Православной Церкви, 2007).
- Catholicity and the Church. New York, 1983.
- Введение в святоотеческое богословие Нью-Йорк, 1985 (2-е издание — Вильнюс; М., 1992, ISBN 5-900785-14-9; 3-е издание — Клин, 2001, ISBN 5-93313-018-4; 4-е издание — Минск, 2001). Пер. с англ. Ларисы Волохонской.
- Witness to the World. New York, 1987.
- Vision of Unity. New York, 1987.
- Imperial Unity and Christian Divisions. New York, 1989.
- Православие и современный мир (Лекции и статьи). Минск, 1995.
- История Церкви и восточно-христианская мистика. Единство Империи и разделение христиан. Святой Григорий Палама и православная мистика. Византия и московская Русь. М., 2000.
- Рим. Константинополь. Москва. Исторические и богословские исследования. М., 2005.
- „Слово о Всеволоде Шпиллере“.
- Заметка о Церкви
- Иисус Христос в восточном православном предании
- Исповедание Христа сегодня и единство Церкви
- Византия и Московская Русь. Ymca-Press. Paris 1990.
- Иисус Христос в восточном православном богословии. Москва 2000
- Брак в Православии/ Клин. 2004

- Une lettre inédite de Grégoire Palamas à Akindynos: texte et commentaire sur la troisième lettre de Palamas // Θεολογία, 24, 1954. — σ. 3-28.
- L’origine de la controverse palamite: La première lettre de Palamas à Akindynos: Introduction et texte // Θεολογία, 25, 1954, σ. 602—613; 26, 1955. — σ. 77-90.
- Письмо к Акиндину святого Григория Паламы // Православная Мысль, 10, 1955. — C. 113—126.
- Homélie sur la Présentation de la Vierge: introduction et traduction // Contacts, 11, 1959, p. 22-31.
- Γρηγορίου του Παλαμα Συγγράμματα, τ. 1: Λόγοι ῾Υποδεικτικοί, Ανεπίγραφα, ᾿Επιστολαί προς Βαρλααμ καὶ Ακίνδυνου, Υπέρ ησυξαζόντων, Θεσσαλονικι 1962.
- Le Tome synodal de 1347: Introduction et texte critique // Зборник Радова Византолошког Института, т. 8, 1963. — C. 209—227.
- Новый догмат Католической Церкви // Церковный Вестник Западно-Европейской Епархии, 21, 1949.
- Константинополь и Москва // Церковный Вестник Западно-Европейской Епархии, 1950. — C. 5-9.
- La procession du Saint-Esprit chez les pères orientaux // Russie et Chretiente, 3-4, 1950, p. 158—178.
- Церковь и истина // Вестник РСХД, 3, 1950. — C. 11-16.
- О современном католичестве // Вестник РСХД, 6, 1950. — C. 13-16.
- Новая Энциклика Пия ХІІ // Церковный Вестник Западно-Европейской Епархии, 27, 1950.
- Павловские торжества в Греции // Церковный Вестник Западно-Европейской Епархии, 5, 1951. — C. 21-24.
- The Sacrament of the Word // Sobornost. — № 3, 1951, p. 395—400.
- The Sacrament of the Word: II. The Bishop in His See // Sobornost. — № 3, 1951, p. 432—436.
- Архиерейские титулы епископов нашего Экзархата // Церковный Вестник Западно-Европейской Епархии, 4 (37), 1952. — C. 15-19.
- Photios and the Roman Church, Beirut // An-Nour. 1952.
- Les débutes de la controverse hésychaste // Byzantion, 23, 1953, p. 87-120.
- Церковь и Царство Божие // Byzantion, 26, 1953, p. 16-20.
- У истоков спора о Filioque // Православная мысль. — 1953. — 9. — 114—137
- Doctrine of Grace in St. Gregory Palamas // St. Vladimir’s Theological Quarterly, 11, 1954, p. 17-26.
- Литургия и причащение // Церковный вестник Западно-Европейской Епархии, 2 (47), 1954.
- * Печальное девятьсотлетие (1054—1954) // Вестник РСХД, 3 (33), 1954. — C. 3-9.
- Прот. А. Шмеман. Исторический путь православия // Вестник РСХД, 2 (32), 1954. — C. 27-38.
- Le thème du ‘retour en soi’ dans la doctrine palamite du 14e siècle // Revue de l’Histoire des Religions, 145, 1954, p. 188—206.
- Catholicité de l’Eglise // Syndesmos, 8, 1954, p. 6.
- Церковь и Царство Божие // Вестник РСХД, 1, 5; 1 (26), 1954. — C. 114—137.
- Un mauvais théologien de l’unité au XIV-e s.: Barlaam le Calabrais // 1054—1954: L’Eglise et les Eglises, t. II, Chevetogne 1954, p. 47-64.
- Sacrements et Hiérarchie // Dieu Vivant, t. 26, 1954, p. 86-91.
- У истоков спора о Filioque // Православная мысль, 9, 1954. — C. 114—137.
- Les Biens ecclésiastique en Russe, des origines au XVI siècle // Irenikon, 28, 1955, p. 396—405.
- Doctrine of Grace in St. Gregory Palamas // St. Vladimir’s Theological Quarterly, 37, 1955, p. 19-31.
- L’origine de la controverse palamite: la première lettre de Palamas à Akindynos (Introduction et texte) // Theologia, 25, 1954, p. 602—613; 26, 1955, p. 77-90.
- Православие в Сирии и Ливане // Вестник РСХД, 2 (37), 1955. — C. 35-47.
- L’évêque et la communauté des fidèles dans l’Eglise Orthodoxe // L’évêque et son Eglise, Paris 1955, p. 94-103.
- Письмо св. Григория Паламы к Акиндину // Православная мысль, 10, 1955. — C. 113—126.
- Une controverse sur le rôle social de l’église: la querelle des biens ecclésiastiques au XVI siècle en Russe // Collection Irenikon, Gembloux: Editions de Chevetogne, 28, 1956, p. 396—405.
- Partisans et ennemis des biens ecclésiastiques au sein du monachisme russe aux XIVe et XVe siècles // Irenikon, 29, 1956, p. 28-46, 151—164.
- Учение от Христе и Церкви у св. Игнатия Антиохийского // Вестник РСХД, 4 (43), 1956. — C. 17-23.
- Humanisme nominaliste et mystique chrétienne a Byzance au XIVe siècle // Nouvelle Revue Théologique, 79, 1957, p. 905—914.
- Историческое значение учения св. Григория Паламы // Вестник РСХД, 3 (46), 1957. — C. 3-9.
- Notes sur l’influence dionysienne en Orient // Studia Patristica, 1957, p. 547—552.
- La primauté romaine dans la tradition canonique jusqu’au Concile de Chalcédoine // Istina, 4, 1957, p. 463—482.
- Апостол Пётр и его преемство в византийском богословии // Православная мысль. — 1957. — 11. — С. 139—157.
- * Что такое Вселенский Собор? // Вестник РСХД, 52, 1959. — C. 10-15.
- Homélie sur la Présentation de la Vierge. (S. Grégoire Palamas). Introduction et traduction // Contacts: Revue Française de l’Orthodoxie, 11, 1959, p. 22-31.
- L’iconographie de la Sagesse Divine dans la tradition Byzantine // Cahiers Archéologiques, 10, 1959, p. 259—277.
- Le dogme eucharistique dans les controverses théologiques du XIVe siècle // Γρηγόριος ο Παλαμάς, τ. 42, 1959, σ. 93-100.
- Perspectives ecclésiologiques // Contacts, 11, 1959, p. 89-98.
- Ecclesiastical Organization in the History of Orthodoxy // St. Vladimir’s Theological Quarterly, 4, 1960, p. 2-22.
- Jean-Joasaph Cantacuzène et le projet de concile œcuménique en 1367 // Sonderfuck aus des Akten des XI. Internationalen Byzantinisten-Konpuss, 1958, Munchen: „Verlag C. H. Beck“ 1960. — S. 363—369.
- Orthodox Missions in the Middle Ages // History’s Lessons for Tomorrow’s Mission Milestones, Geneva: „World’s Student Christian Federation“ 1960, p. 99-104.
- Byzance et Rome, les tentatives d’union // Découverte de l’œcuménisme, Paris 1960, p. 324—334.
- La Primauté de Pierre dans l’Eglise Orthodoxe // Bibliothèque Orthodoxe, Neuchâtel: „Editions Delachaux & Niestlé“ 1960.
- Projets de concile œcuménique en 1367: un dialogue inédit entre Jean Cantacuzène et le légat Paul // Dumbarton Oaks Papers, 14, 1960, p. 149—177.
- St. Peter in Byzantine Theology // St. Vladimir’s Theological Quarterly, 4, 1960, p. 26-48.
- Connaissance et communion: la vision de Dieu en orient Orthodoxe. Quelques textes de Grégoire Palamas // Lumière et vie, t. 10, 1961, p. 115—122.
- Contemporary Orthodox Concept of the Church // Proceedings of the Society of Catholic College Teachers of Sacred Doctrine. 7th Annual Convention, 1961, Brookline, MA: „Cardinal Gushing College“ 1961, p. 62-79.
- L’Eglise Orthodoxe en Amérique // Contacts: Revue Française de l’Orthodoxie, 13, 1961, p. 249—257.
- La vision de Dieu en Orient orthodoxe. Quelques textes de Grégoire Palamas (1296—1359) // Lumière et vie, t. 52, 1961, p. 115—122.
- Orthodoxes // Esprit, 12, 1961, p. 793—800.
- Ἐφ᾽ ᾧ (Rom. 5, 12) chez Cyrille d’Alexandrie et Theodoret // Studia Patristica, 4, 1961, p. 157—161.
- One Bishop in One City (Canon 8, First Ecumenical Council) // St. Vladimir’s Theological Quarterly, 5, 1961, p. 54-62.
- Byzance et Rome, les tentatives d’union // L’Eglise en Plentitude, Paris: „Desclée de Brouwer“, 1962, p. 324—345.
- New Delhi, 1961 // St. Vladimir’s Theological Quarterly, 6, 1962, p. 43-45.
- The Orthodox Concept of the Church // St. Vladimir’s Theological Quarterly, 6, 1962, p. 59-72.
- Orthodoxy and the Council // Looking toward the Council: An Inquiry Among Christians, ed. by Joseph E. Cunneen, Quaestiones disputatae, Vol. 5, New York: „Herder & Herder“ 1962, p. 90-96.
- Tradition and Traditions: Towards a Conciliar Agenda // St. Vladimir’s Theological Quarterly, 6, 1962, p. 118—127.
- The Orthodox Church in America // Logos Ortodoksisen Ylioppilasliiton 15-vuotisjulajulkaisu, Helsinki, 1963, p. 31-39.
- Report of the Fourth World Conference on Faith and Order of the World Council of Churches. Montreal, Canada, July, 1963 // St. Vladimir’s Theological Quarterly, 7, 1963, p. 150—155.
- Vatican II: Definition of Search for Unity? // St. Vladimir’s Theological Quarterly, 6, 1962, p. 164—168.
- Papauté et collégialité // Messager orthodoxe, 24-25, 1963—1964, p. 3-7.
- Значение реформации как события в истории христианства // Церковный вестник Западно-Европейской Епархии, 4243, 1963. — C. 148—163.
- Byzantine Views of Islam // Dumbarton Oaks Papers, 18, 1964, p. 115—132.
- Chalcedonians and Monophysites after Chalcedon // Greek Orthodox Theological Review, 10, 1964, p. 16-30.
- A Consultation between ‘Chalcedonians’ and ‘Non-Chalcedonians’ // St. Vladimir’s Theological Quarterly, 8, 1964, p. 149—152.
- The Bishop in the Church // Ministers of Christ, New York 1964, p. 149—165.
- The Meaning of Tradition // Scripture and Ecumenism: Protestant, Catholic, Orthodox and Jewish, ed. by Leonard J. Swidler, Duquesne Studies, Theological Series, n. 3, Pittsburg, PA: „Duquesne University Press“ 1965, p. 43-58.
- Spirit, Order and Organization from an Orthodox Standpoint // Concept: Papers from the Department of Studies in Evangelism, Geneva: WCC 1965, p. 31-39.
- Vatican II. A Preliminary Reaction // St. Vladimir’s Theological Quarterly, 9, 1965, p. 26-37.
- Anthropology and Original Sin // John XXIII Lectures, Vol. 1, 1966, p. 52-58.
- A Christian Theology of Creation // John XXIII Lectures, Vol. 1, 1966, p. 59-67.
- Debate on Palamism: II. Philosophy, Theology, Palamism and ‘Secular Christianity’ // St. Vladimir’s Theological Quarterly, 10, 1966, p. 203—208.
- The Holy Spirit in the Church // John XXIII Lectures, Vol. 1, 1966, p. 68-75.
- Vatican II and Orthodox Theology in America // Vatican II: An Interfaith Appraisal Dame Press 1966, University of Notre (Notre Dame), IN: 611—618.
- Alexis and Roman: A Study in Byzantine-Russian Relations (1352—1354) // St. Vladimir’s Theological Quarterly, 11, 1967, p. 139—148.
- John Meyendorff // Theologians at Work, London: „Macmillan“ 1967, p. 125—140.
- Notes on the Orthodox Understanding of the Eucharist // The Sacraments: An Ecumenical Dillema, ed. by Hans Kung, Concilium, Vol. 24, New York: „Paulist Press“ 1967, p. 51-58.
- Pope and Patriarch // St. Vladimir’s Theological Quarterly, 11, 1967, p. 73-85
- Emperor Justinian, the Empire and the Church // Dumbarton Oaks Papers, 22, 1968, p. 45-60.
- Значение Реформации как события в истории христианства // Вестник Русского Западно-Европейского Патриаршего Экзархата. 1963. — № 42-43. — С. 148—163.
- Worship in a Secular World // Studia Liturgica, 6, 1969, p. 116—120.
- Historical Relativism and Authority in Christian Dogma // St. Vladimir’s Theological Quarterly, 11, 2, 1967, p. 73-86.
- Orthodox Theology Today // St. Vladimir’s Theological Quarterly, 13, 1969, p. 77-92.
- Брак и Евхаристия // Вестник РСХД, 91-92, 1969. — C. 5-13; 93, 1970. — C. 8-15; 95-96, 1970. — C. 4-15.
- Православное богословие в современном мире // Церковный вестник Западно-Европейской Епархии, 67, 1969. — C. 175—193.
- Messalianism or anti-Messalianism: A Fresh Look at the ‘Macarian Problem’ // Kyriakon: Johannes Quasten, Vol. 2, еd. by P. Granfield, 1970, p. 585—590.
- Тейар дe Шарден // Вестник РСХД, 1970. — № 95-96
- Society and Culture in the Fourteenth Century: Religious Problems // XIV Congrès international des Études Byzantines: Bucarest, 6-12 septembre, 1971, t. 1: Société et vie intellectuelle au XIVe siècle, ed. I. Ševčenco, et al., Bucarest: „Éditions de l’Académie“ 1971, p. 51-65.
- Spiritual Trends in Byzantium in the Late Thirteenth and Early Fourteenth Centuries // Arte et société à Byzance sous les Paléologues: Actes du Colloque organisé par l’Association Internationale des Études Byzantines à Venise en septembre 196, Venise 1971, p. 55-71.
- Unité de l’Eglise — unité de l’humanité // Istina, 16, 1971, p. 297—311.
- Предисловие к книге В. Лосского „Боговидение“ // Богословские труды. — 1972. — 8. — С. 231—232
- Contemporary Problems of Orthodox Canon Law // Greek Orthodox Theological Review, 17, 1972, p. 41-50.
- Кафоличность Церкви // Церковный вестник Западно-Европейской Епархии, 80, 1972. — C. 231—247.
- Marriage: An Orthodox Perspective // Orientalia Christiana Periodica, 38, 1972, p. 482—484.
- The Orthodox Church and Mission: Past and Present Perspectives // St. Vladimir’s Theological Quarterly, 16, 1972, p. 59-71.
- О путях Русской Церкви // Вестник РСХД, 1972. — № 104—105. — C. 127—141.
- The Catholicity of the Church: an Introduction // St. Vladimir’s Theological Quarterly, 17, 1973, p. 77-92.
- What is an Ecumenical Council? // St. Vladimir’s Theological Quarterly, 17, 1973, p. 259—273.
- Confessing Christ Today and the Unity of the Church // St. Vladimir’s Theological Quarterly, 18, 1974, p. 155—165, 193—212.
- History of Eastern Orthodoxy // Encyclopedia Britannica, 15th ed, 1974, p. 152—162.
- Free Will (γνώμη) in Saint Maximus the Confessor // Ecumenical World of Orthodox Civilization, The Hague — Paris: „Mouton“ 1974, p. 71-75.
- L’hésychasme: problèmes de sémantique // Mélanges d’Histoire des religions, 1974, p. 543—547.
- The Holy Spirit as God // The Holy Spirit — Nashville, TN: „The World Methodist Council“ 1974, p. 76-89.
- О византийском исихазме и его роли в культурном и историческом развитии Восточной Европы в XIV веке // Вопросы истории русской средневековой литературы, Ленинград: „Наука“ 1974. — C. 291—305.
- Eglises-soeurs: implications ecclésiologiques du Tomos Agapis // Koinonia: Première Colloque ecclésiologiques entre théologiens orthodoxes et catholiques. Vienna, 1-7 mai, Francis Dvornik; St. Vladimir’s Theological Quarterly, 19, 1975, p. 254—255.
- The Orthodox Churches // The Ordination of Women, New York: Morehouse-Barlow 1975, p. 128—134.
- The Russian Church after Patriarch Tikhon // St. Vladimir’s Theological Quarterly, 19, 1975, p. 32-48.
- The Sacrament of Holy Matrimony, commentary // The Sacrament of Holy Matrimony, New York: „Orthodox Church in America: Department of Religious Education“ 1975, p. 29-39.
- The Church // An Introduction to Russian History, Cambridge: „Cambridge University Press“ 1976, p. 315—330.
- Evaluation of Nairobi by the Church of Russia // St. Vladimir’s Theological Quarterly, 20, 1976, p. 42-45.
- Ideological Crises (1071 to 1261)» [Paper at XV Congres International d’études byzantines], Athens 1976.
- Rome and Orthodoxy: Authority or Truth? // A Pope for All Christians, еd. by P. J. McCord, NY: «Paulist Press» 1976, p. 129—147.
- The Byzantine Impact on Russian Civilization // Windows on the Russian Past: Essays on Soviet Historiography since Stalin, Columbus, OH: «American Association for the Advancement of Slavic Studies» 1977, p. 45-56.
- The Holy Trinity in Palamite Theology // Trinitarian Theology East and West: St. Thomas Aquinas — St. Gregory Palamas, еd. by M. A. Fahey, J. Meyendorff, Brookline 1977, p. 25-43.
- Russian Bishops and Church Reform in 1905 // Russian Orthodoxy under the Old Regime, еd. by R. L. Nichols, Minneapolis, MN: «University of Minnesota Press» 1978, p. 170—182.
- Св. Григорий Палама, его место в Предании Церкви и современном богословии // Вестник РСХД, 127, 1978. — C. 42-66.
- Церковь, общество, культура в православном церковном Предании // Вестник РСХД, 124, 1978. — C. 21-35.
- Archimandrite Justin Popovich // St. Vladimir’s Theological Quarterly, 23, 1979, p. 118—119.
- The Christian Gospel and Social Responsibility: The Eastern Orthodox Tradition in History // Continuity and Discontinuity: Essays Presented to George Huntson Williams, еd. by F. Church et al., Leiden: «Brill» 1979, p. 118—130.
- Духовные течения в России и Православная Церковь // Посев, 10, 1979. — C. 46-48.
- The Ecumenical Patriarch, Seen in the Light of Orthodox Ecclesiology and History // Greek Orthodox Theological Review, 24, 1979, p. 227—244.
- Lossky, le militant // Contacts: Revue Française de l’Orthodoxie, 31, 1979, p. 208—211.
- The World Council of Churches: A Christian UN? // St. Vladimir’s Theological Quarterly, 23, 1979, p. 45-50.
- Ecclesiastical Regionalism: Structures of Communion or Cover for Separatism: Issues of Dialogue with Roman Catholicism // St. Vladimir’s Theological Quarterly, 24, 1980, p. 155—168.
- St. Basil, Messalianism and Byzantine Christianity // St. Vladimir’s Theological Quarterly, 25, 1981, p. 9-21.
- Byzance // Theologische Realenzyklopädie [TRE], Bd. Vn, Liefering 4/5 1981, S. 500—531.
- Die Katholizität der Kirche // Orthodoxie Heute, 1981, S. 4-16.
- The Liturgy: A Clue to the Mind of Worldwide Orthodoxie // Orthodox Theology and Diakonia, еd. by D. Constantelos, Brookline, MA: «Hellenic College Press» 1981, p. 81-90.
- The Three Lithuanian Martyrs: Byzantium and Lithuania in the Fourteenth Century // Eikon and Logos, еd. by H. Goltz, Halle: «Martin-Luther Universität» 1981, S. 179—198.
- The Time of Holy Saturday // Orthodox Synthesis, еd. by J. Allen, Crestwood, NY: «SVS Press» 1981, p. 51-63.
- Christian Tradition: An Orthodox Perspective // Festschrift für Fairy von Lilienfeld, Erlangen: «Institut für Gesellschaft und Wissenschaft» 1982, S. 1-25.
- Does Christian Tradition have a Future? // St. Vladimir’s Theological Quarterly, 26, 1982, p. 139—154.
- The Council of 381 and the Primacy of Constantinople // Les Etudes Théologiques de Chambésy, 1982, p. 1-25.
- Три литовских мученика : Византия и Литва в XIV веке // Вестник Русского Западно-Европейского Патриаршего Экзархата. — М., 1983. — № 113. — С. 265—281.
- Church and Ministry: For an Orthodox-Lutheran Dialogue // Dialog, 22, 1983, p. 114—120.
- Creation in the History of Orthodox Theology // St. Vladimir’s Theological Quarterly, 27, 1983, p. 27-37.
- The Hope that is in US: A Comment on the Document ‘Mystery of Church and Eucharist’ // St. Vladimir’s Theological Quarterly, 27, 1983, p. 294—298.
- Is ‘Hesychasm’ the Right Word?: Remarks on Religious Ideology in the Fourteenth Century // Harvard Ukrainian Studies, 7, 1983, 445—457.
- Orthodox Views of ‘ Baptism, Eucharist, and Ministry’ papers // Orthodox Theological Society of America, Brookline: MA 1983; special issue; St. Vladimir’s Theological Quarterly, 27, 1983, p. 237—293.
- Palamas Grégoire, théologien Byzantine // Dictionnaire de Spiritualité, t. 12, p. 76-77.
- Byzantium as Center of Theological Thought in the Christian East // Schools of Thought in the Christian Tradition, еd. by P. Henry, Philadelphia: «Fortress Press» 1984, p. 65-74.
- Father Alexander Schmemann, Dean, 1962—1983 // St. Vladimir’s Theological Quarterly, 28, 1984, p. 3-65.
- Father John Meyendorff: Orthodox Scholar // Between Peril and Promise, еd. by J. Newby and E. Newby, Nashville, TN: «Thomas Nelson» 1984, p. 56-66.
- A Life Worth Living" [Eulogy for Fr. Alexander Schmemann] — In: St. Vladimir’s Theological Quarterly, 28, 1984, p. 3-10.
- Die Orthodoxe Theologie in der Welt von heute // Orthodoxe Rundschau, 16, 1984, S. 3-14.
- Reply to Jurgen Moltmann’s ‘The Unity of the Truine God’ // St. Vladimir’s Theological Quarterly, 28, 1984, p. 183—188.
- Thanksgiving" [Funeral Sermon for Fr. Alexander Schmemann] — In: St. Vladimir’s Theological Quarterly, 28, 1984, p. 43-44.
- Christ as Savior in the East // Christian Spirituality: Origins to the Twelfth Century, еd. by B. McGinn, NY: «Crossroad» 1985, p. 231—251.
- Christ as Word: Gospel and Culture // International Review of Mission, 74, 1985, p. 246—257.
- The Mediterranean World in the Thirteenth Century Theology: East and West // The 17th International Byzantine Congress: Major Papers, New Rochelle, NY: «Aristide D. Caratzas» 1986, p. 669—682.
- The Melkite Patriarch: Paradoxes of a Vocation — an Initial Response to Father Khairallah // St. Vladimir’s Theological Quarterly, 30, 1986, p. 217—230.
- Metropolitan Theodosius, 25 Years of Pastoral Service // Evangelization — The 8th All-American Council, Orthodox Church in America 1986.
- Orthodox-Roman Catholic Dialogue Faces Snags // St. Vladimir’s Theological Quarterly, 30, 1986, p. 351—356.
- Orthodoxie // Evangelisches Kirchenlexikon: Internationale Theologische Enziklopädie, Göttingen: Vandenhoeck & Ruprecht 1986.
- St. Vladimir’s Seminary: Past, Present, Future… // The Russian Orthodox Journal, 58, 1986, p. 13-15.
- Theological Education in the Patristic Era and its Lessons for Today // The Star of the East, 8, 1986, p. 17-32.
- Verkhovskoy, Serge Sergeevich, 1907—1986, in memoriam // St. Vladimir’s Theological Quarterly, 30, 1986, p. 283—287.
- Το Αγιο Πνευμα στη θεολογία του Αγ. Γρηγορίου του Παλαμά // Πρακτικά θεολογικου συνεδρίου εις τιμήν και μνήμην του εν αγίοις πατρός ημων Γρηγορίου αρχιεπισκόπου Θεσσαλωνίκης του Παλαμά, Θεσσαλωνίκη 1986, σ. 137—153.
- Barrois, Georges A., 1898—1987 // St. Vladimir’s Theological Quarterly, 31, 1987, p. 283—285.
- Christ’s Humanity: the Paschal Mystery // St. Vladimir’s Theological Quarterly, 31, 1987, p. 5-40.
- Two Visions of the Church: East and West on the Eve of Modern Times // Christian Spirituality: High Middle Ages and Reformation, Ed. with J. Raitt, B McGinn, NY: «Crossroad» 1987, p. 439—453.
- Wisdom — Sophia: Contrasting Approaches to a Complex Theme // Dumbarton Oaks Papers, 41, 1987, p. 391—401.
- Тема «Премудрости» в восточно-европейской средневековой культуре и её наследие — Москва 1987.
- Об изменяемости и неизменяемости православного богослужения // Вестник РСХД, 153, 1988. — C. 21-29.
  - Об изменяемости и неизменности православного богослужения: [Докл. на Третьей междунар. конф., посвящ. 1000-летию Крещения Руси. Ленинград, 31 янв. — 5 февр. 1988 г.] // Вестник Ленинградской духовной академии. М., 1990. — № 2. — С. 105—111.
  - Об изменяемости и неизменности православного богослужения // Русское зарубежье в год тысячелетия крещения Руси. М.: Столица, 1991. — С. 192—199
  - Об изменяемости и неизменности православного богослужения // Журнал Московской Патриархии. М., 1998. — № 8. — С. 62-68.
- Baptism of Russia // The Russian Orthodox Journal, 61, 1988, p. 16-20.
- Byzantium, the Orthodox Church and the Rise of Moscow // The Byzantine Legacy in Eastern Europe, Boulder, CO: «East European Monographs» 1988, p. 3-18.
- A Final Word in Defense of Ecclesiology [Reply to J. Boojamra and P. Garrett] // St. Vladimir’s Theological Quarterly, 32, 1988, p. 72-87.
- A Final Word in Defense of Ecclesiology [Reply to M. Butler] // St. Vladimir’s Theological Quarterly, 32, 1988, p. 395—399.
- From Byzantium to Russia: Religious and Cultural Legacy // Transactions of the Association of Russian American Scholars (Zapiski) 1988, p. 3-18.
- The Last Steps to Unity // Orthodox Identity in India: Essays in Honor of V. C. Samuel, еd. by M. K. Kuriakose, Bangalore 1988, p. 105—117.
- Millennium Celebrations in Moscow // St. Vladimir’s Theological Quarterly, 32, 1988, p. 384—390.
- Mount Athos in the Fourteenth Century: Spiritual and Intellectual Legacy // Dumbarton Oaks Papers, 42, 1988, p. 157—165.
- Regionalismus und Universalismus in der Geschichte des russichen Christentums // 1000 Jahre Christentum bei den Ostslaven. Internationales Symposion, 13-15 Mai. Die Slavischen Sprachen, Salzburg 1988, S. 117—127.
- St. Vladimir’s Faculty // A Legacy of Excellence, Crestwood, NY: «SVS Press» 1988.
- Theology in the Thirteenth Century: Methodological Contrasts // Καθηγήτρια: Essays Presented to Joan Hussey for her 80th Birthday, Camberley, Surrey: «Porphyrogenitus Publishing» 1988, p. 395—407.
- Церковь и государство // Посев. 1988. — № 7. — C. 8-13.
- Visionen von der Kirche: russisches theologisches Denken in der neueren Zeit // Oekumenische Rundschau, 37, 1988, S. 154—163.
- Chalcedonians and non-Chalcedonians: The Last Steps to Unity // St. Vladimir’s Theological Quarterly, 33, 1989, p. 319—329.
- New Life in Christ: Salvation in Orthodox Theology // Theological Studies, 50, 1989, p. 481—499.
- О всех и за вся, Za sve I radi svih // Sveti Knez Lazar: Spomenica o sestoj stogodisnijci kosovskog boja, 1389—1989, Beograd 1989.
- The Patriarch of Antioch and North America in 1904 // St. Vladimir’s Theological Quarterly, 33, 1989, p. 80-86.
- Shahovskoy, Dimitry (John) Archbishop, 1902—1989 // St. Vladimir’s Theological Quarterly, 33, 1989, p. 315—317.
- Theosis in the Eastern Christian Tradition // Christian Spirituality: Post-Reformation and Modern, еd. with L. Dupe and Don E. Saliers, NY: «Crossroad» 1989, p. 470—476.
- Christian Marriage in Byzantium: The Canonical and Liturgical Tradition // Dumbarton Oaks Papers, 44, 1990, p. 99-107.
- Council of Russian Bishops Approves Social and Educational Plans: Fr. John of Kronstadt to be Canonized // St. Vladimir’s Theological Quarterly, 34, 1990, p. 84-86.
- A Life Worth Living [Reflections on Alexander Schmemann] // Liturgy and Tradition. — Crestwood, NY: «SVS Press» 1990, p. 145—154.
- Introduction: From Byzantium to the New World // The Legacy of St. Vladimir, еd. with Fr. John Breck and Eleana Silk. — Crestwood, NY: «SVS Press» 1990, p. 1-20.
- Lutherans and Orthodox: Is Sacramental Unity in Sight? // St. Vladimir’s Theological Quarterly, 34, 1990, p. 101—103.
- L’Orthodoxie n’a de valeur que si elle se présente comme un témoin de la tradition apostolique // Mensuel SOP, 146, p. 19-28.
- Коротко о книгах: [Рец. на кн.:] Papadakis A. Crisis in Byzantium. The Filioque controversy in the Patriarchate of Gregory II of Cyprus (1283—1289). New York, 1983 = Пападакис А. Кризис в Византии. Спор о Филиокве во время патриархата Григория II Кипрского (1283—1289); Shahid J. Rome and Arabs. Washington, 1984 = Шахид И. Рим и арабы. Пролегомены к изучению истории Византии и арабов; Византия и арабы в IV веке // Вестник Ленинградской духовной академии. — М., 1990. — № 2. — С. 162—164.
- Святейший Патриарх Тихон: служитель единства Церкви // Вестник РХД. 1990. — № 158. — C. 37-51.
  - Святейший патриарх Тихон — служитель единства Церкви // Вестник Ленинградской духовной академии. М., 1990. — № 3. — С. 30-41.
- Light from the East? ‘Doing Theology’ in an Eastern Orthodox Perspective // Doing Theology in Today’s World, Grand Rapids, MI: «Zondervan» 1991, p. 339—358.
- Miracles: Religious Reflections // Healing: Orthodox Christian Perspectives in Medicine, Psychology and Religion, еd. by J. Chirban, Brookline, MA: «Holy Cross» 1991, p. 51-55.
- The Nicene Creed: Uniting or Dividing Confession // Faith to Creed: Ecumenical Perspectives on the Affirmation of the Apostolic Faith in the Fourth Century, еd. by S. Mark Heim, Grand Rapids, MI: «Eerdmans» 1991, p. 1-19.
- Orthodox Unity in America: New Beginnings? // St. Vladimir’s Theological Quarterly, 35, 1991, p. 5-19.
- St. Sava, Ohrid and the Serbian Church // St. Vladimir’s Theological Quarterly, 35, 1991, p. 209—221.
- Was there an Encounter between East and West at Florence? // Christian Unity: The Council of Florence 1438/9-1989, еd. by G. Allerigo, Leuven: «Leuven University Press» 1991, p. 153—175.
- Was there ever a Third Rome? Remarks on the Byzantine Legacy in Russia // The Byzantine Tradition After the Fall of Constantinople, еd. by J. Yiannias, Charlottesville: «University Press of Virginia» 1991, p. 59-66.
- Халкидониты и не-халкидониты: шаги к единству // Журнал Московской Патриархии. 1991. — № 7. — С. 44-47
- Слово об о. Всеволоде [Шпиллере] // Вестник Православного Свято-Тихоновского богословского института. — М., 1992. — № 1. — С. 17-19.
- Проблемы современного богословия // Вестник Православного Свято-Тихоновского богословского института. — М., 1992. — № 1. — С. 21-33.
- Время Великой Субботы // Журнал Московской Патриархии. М., 1992. — № 4. — С. 33-37.
- Le sens de la Tradition // La Pensée Orthodoxe, 5 (17), 1992, p. 151—161.
- The Legacy of Beauty. Liturgy, Art and Spirituality in Russia // Gates of Mystery. The Art of Holy Russia. 1993, p. 37-44.
- Жизнь, достойная восхищения (Памяти протопр. А. Д. Шмемана) / пер.: Дворкин А. Л. // Альфа и Омега. М., 1994. — № 3. — С. 123—132.
- Византийские представления об исламе / пер.: Поляков Н. В., Тестелец Я. Г. // Альфа и Омега. — М., 1995. — № 4 (7). — С. 97-108; 1996. — № 2/3 (9/10). — С. 131—140.
- Духовное и культурное возрождение XIV века и судьбы Восточной Церкви // Синергия: Проблемы аскетики и мистики православия, Москва: «ДИ-ДИК» 1995. — C. 9-26.
- Литургия, или Введение в духовность Византии / пер.: Поляков Н. В. // Альфа и Омега. М., 1995. — № 1 (4). — С. 95-108.
- Заключение из кн. «Св. Григорий Палама и православная мистика» / пер.: Рещикова В. А. // Альфа и Омега. М., 1996. — № 2/3 (9/10). — С. 104—106.
- Православная Церковь в современном мире // Ежегодная богословская конференция Православного Свято-Тихоновского богословского Института: Материалы 1992—1996. — Москва 1996. — C. 13-28.
- Апостол Петр в византийском богословии / пер.: Ерофеева Н. А. // Альфа и Омега. — М., 1997. — № 3 (14). — С. 151—172.
- Творение в истории православного богословия / пер.: Польсков К. О., диак. // Богословский сборник. — М., 1999. — № 4. — С. 5-19.
- Человечество Христа: Пасхальная тайна / пер.: Польсков К. О., свящ. // Богословский сборник. — М., 2000. — № 5. — С. 5-50.
- «Строители мостов» в раннем средневековье. Заметки о значении восточной святоотеческой мысли для Иоанна Скота Эриугены // Богословский сборник ПСТБИ. 2001. — № 7. — C. 5-26.
- О литургическом восприятии пространства и времени // Свидетель истины, Москва 2003. — C. 114—122.